# Bérismenil
Bérismenil of Bérisménil is een dorpje in de Belgische provincie Luxemburg. Het ligt in Samrée, een deelgemeente van de stad La Roche-en-Ardenne, in het arrondissement Marche-en-Famenne.

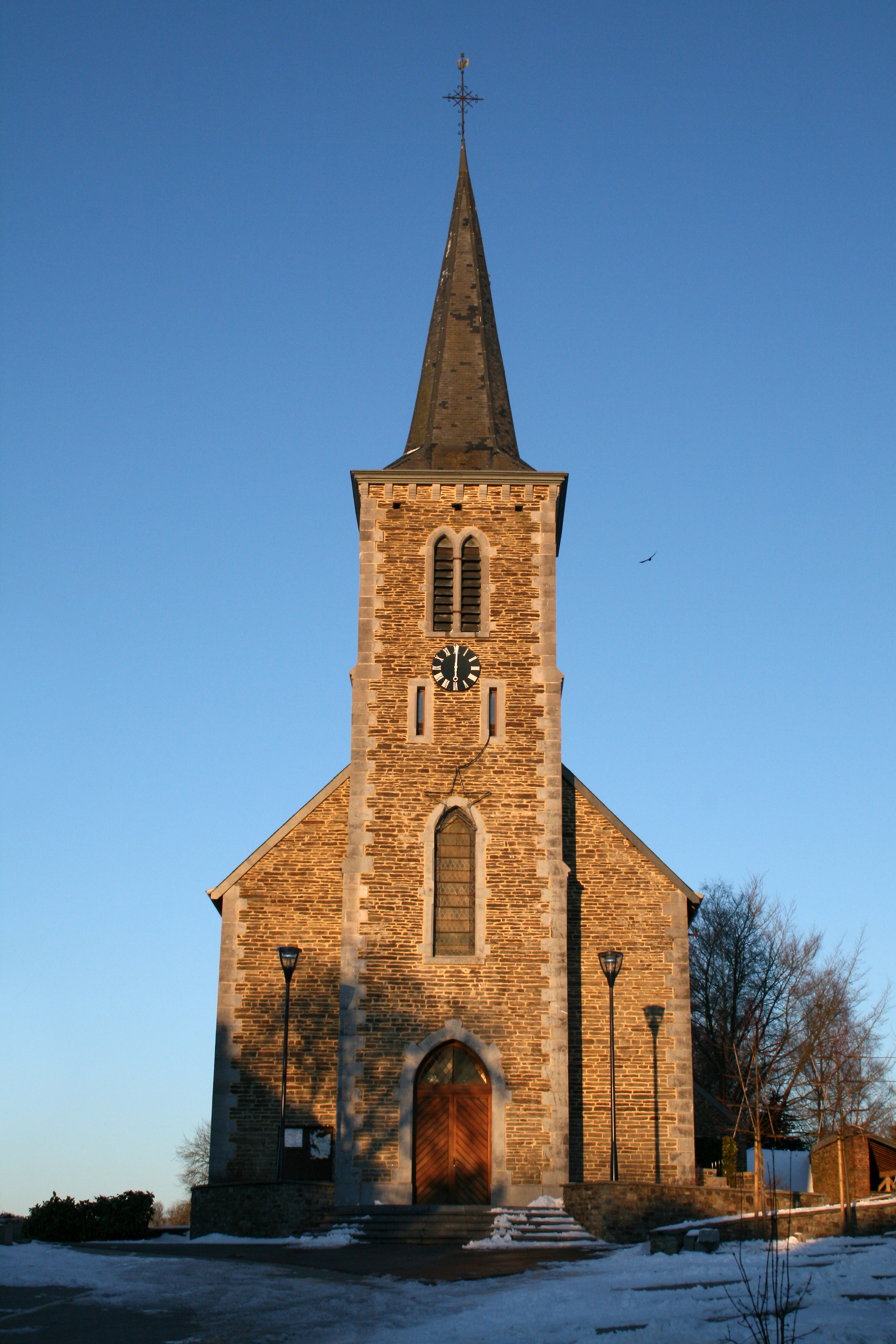
Église Saint-Hubert

## Geschiedenis

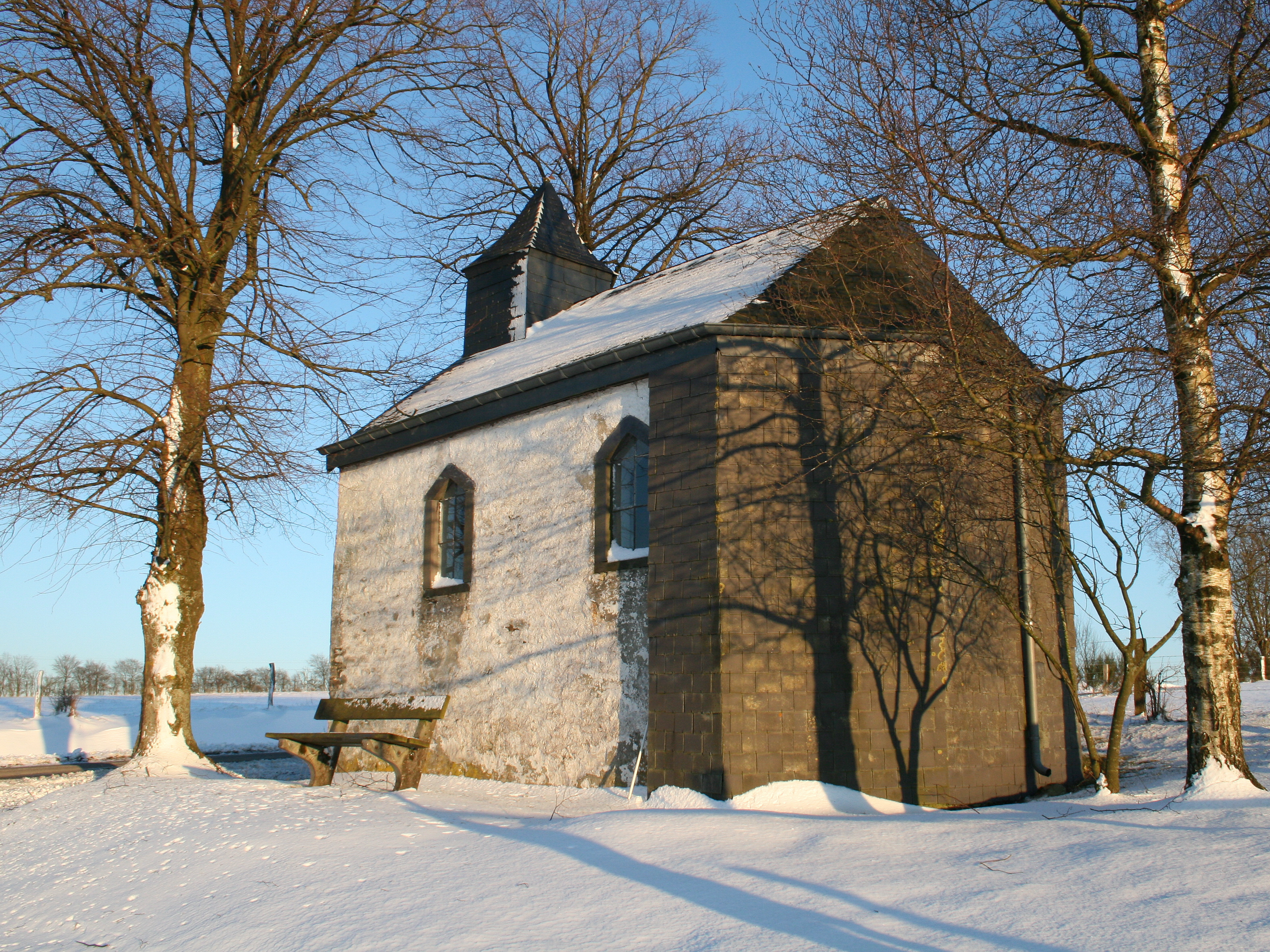
De kapel van N.D. de Lourdes en Sint-Gotte (1882)

Het huidige dorp Bérismenil is waarschijnlijk een voortzetting van een dorp dat ontstaan is rond de nabijgelegen Keltische versterkte vesting uit de ijzertijd "Le Cheslé" genaamd. De restanten van deze vestiging, een van de grootste in België, liggen op ongeveer twee kilometer vanaf de kerk van in zuidwestelijk richting aan de Ourthe. De Ourthe is hier diep uitgesneden in het landschap waardoor een prachtig uitzicht ontstaat. Dit gebied werd waarschijnlijk bewoond van de achtste tot de vijfde eeuw vóór Christus en sinds 1960 zijn er meerdere archeologische opgravingen begonnen. De oorsprong van de naam Bérismenil is niet geheel duidelijk maar zou kunnen betekenen: molen nabij een versterking of huis bij het moeras. Hozês schijnt een bijnaam voor de inwoners te zijn.
Op het eind van het ancien régime werd Bérismenil een gemeente, maar deze werd in 1828 opgeheven en bij Samrée gevoegd.
Ruim 100 jaar geleden telde het dorp 900 inwoners, inmiddels, volgens de gegevens van 1992, nog slechts 280. De belangrijkste reden voor het wegtrekken van inwoners is de mechanisatie in de landbouw en bosbouw en bij gebrek aan werkgelegenheid vertrokken veel mensen. De landbouw bestaat voornamelijk uit veeteelt en teelten van gewas voor het veevoer.
Hoewel het dorp Bérismenil geen echte dorpskern heeft, vormt de kerk (gebouwd in 1876) toch het centrum van het dorp. De overige huizen liggen vrij geconcentreerd langs wegen die vanuit het centrum lopen. Opvallend voor een klein dorp is het goed verlichte voetbalveld waarop ook de plaatselijke feestelijkheden plaatsvinden.

## Toerisme
In het dorp zijn meerdere vakantiehuizen, appartementen, een boerencamping en een café/restaurant te vinden en in de zomervakantie slaan meerdere jeugdbewegingen hun kamp op in de buurt van Bérismenil.
Bérismenil vormt samen met Engreux, Nadrin en Wibrin de V.V.V. van de Ourthe Supérieure (Syndicat d'Initiative de l'Ourthe Supérieure) welke gevestigd is aan de rue du Centre in Berismenil.

## Jaarlijkse evenementen
- De tweede zondag van juli, wordt een kermis georganiseerd.
- In mei wordt ook een brocante georganiseerd.
- Rond half december vindt een kerstmarkt plaats.